# عبدالله مازندرانی

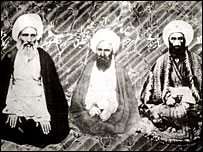
از راست به چپ:شیخ عبدالله دیوشلی لنگرودی، میرزا حسین طهرانی، آخوند خراسانی

ملا عبدالله لنگرودی گیلانی مازندرانی درگذشته به سال ۱۳۳۰ قمری، از شاگردان میرزای رشتی بود.
پدر وی محمدنصیر دیوشلی گیلانی است و دیوشل از توابع لنگرود در استان گیلان است. اما چون او مدتی در منطقه بارفروش (بابل) مازندران در محضر محمد اشرفی مازندرانی، تحصیل نمود، به همین جهت به‌حاج شیخ عبدالله مازندرانی شهرت یافت.

## تحصیلات در عراق
او سپس به عراق مهاجرت کرد و در کربلا از محضر شیخ زین‌العابدین استفاده نمود. از آنجا به نجف رفت و به گزارش شیخ آقابزرگ تهرانی در نقباء البشر در این شهر نزد فاضل ایروانی و میرزا حبیب‌الله رشتی تلمذ کرد و به درجه اجتهاد نائل گشت.

## شاگردان
- محمدرضا تنکابنی،
- شعبان رشتی،
- میرزا محمدرضا کرباسی،
- علی زاهد قمی از شاگردان او بودند.
- اسماعیل تبریزی و میرزا هادی خراسانی از وی روایت کرده‌اند. او مرجع تقلید مردم مازندران بود.
- آقا محمد فیاض همدانی

## تالیفات
از آثارش: «اهبهٔ العباد فی یوم‌المعاد» رسالهٔ علمیه؛ حاشیه
بر «المکاسب»؛ رسالهٔ «الوقف»؛ شرح «الشرائع»؛ کتاب «التجارهٔ»، «الرهن» و «الطلاق»؛
حاشیه بر «نجاهٔ العباد»؛ حاشیه بر «النحبهٔ» کرباسی؛ حاشیه بر «جامع عباسی».
(فهرست آثار وی را آقابزرگ تهرانی در الذریعه و صدرالاسلام خویی در مرآة الشرق آورده‌اند)

## شهرت
ملا عبدالله اصالتاً گیلانی است، ولی چون مدتی در منطقه بارفروشان (بابل) مازندران در محضر محمد اشرفی مازندرانی، تحصیل نمود، به همین جهت به‌حاج شیخ عبدالله مازندرانی شهرت یافت.

## آراء و عقاید
ملا عبدالله از رهبران مشروطه و یکی از سه مرجع عتبات حامی مشروطه‌است. دو تن دیگر آخوند خراسانی (ملا محمد کاظم خراسانی هراتی) و میرزا حسین خلیلی تهرانی هستند. این سه را مراجع ثلاثه می‌خوانند. شیخ عبدالله مازندرانی در جریان مشروطیت تلگراف‌ها و پیام‌هایی از نجف به ایران می‌فرستاد و در آن‌ها مردم را به مبارزه ترغیب می‌کرد.
چون ملا عبدالله دیرتر از دو یار خود درگذشت اصلی‌ترین رهبر مشروطه ساکن در عتبات در سال آخر مشروطه دوم دانسته شد. او توجه خاصی به استقرار نهادهای جدید داشت و آن را مایهٔ ثبات مشروطیت می‌دانست.
وی در شوال ۱۳۲۷ به همراه آخوند خراسانی در نامه‌ای خطاب به مجلس مجاهدین و انجمن‌ها چنین نوشتند:

«واجب است در تمام اردوهای ملی و دستجات مجاهدین تمام بلاد در تحت ادارهٔ وزارت
جلیلهٔ جنگ به ریاست صاحب‌منصبان نظامی به موجبات نظم و حفظ قواعد مملکت و تکمیل
قواعد علمیه و عملیه قیام نموده، تشکیل ادارهٔ مستقله را بدون ابواب جمعی وزارت
جنگ دشمنی به دین و وطن دانند و به کلی تحرز نمایند.»

وی معتقد بود که حتی شاه باید خود را موظف به رعایت قوانین مشروطیت بداند.

## اندیشه‌های اقتصادی
آخوند خراسانی و ملا عبدالله مازندرانی در سال ۱۳۲۹ قمری اعلامیه ای با مضمون مفاهیم اقتصادی صادر کردند. در این اعلامیه که علیه استفاده از کالاهای خارجی صادر شده‌است هدف از این اقدام را جلوگیری از خروج ثروت مملکت و منابع داخلی بیان کرده‌اند.

## دفاع از مشروطیت
ایشان در سال‌های ۱۳۲۴–۱۳۲۹ به همراه آخوند خراسانی، حاج میرزا حسین خلیلی تهرانی از ارکان سه‌گانهٔ فقهای عتبات حامی نهضت ملی مشروطیت ایران و
طرفدار حکومت مشروطه بود.
آنها در جریان مشروطیت تلگراف‌ها و پیام‌هایی از نجف به ایران می‌فرستاد و در آن‌ها مردم را به مبارزه ترغیب می‌کرد.
آنان طی تلگرامهایی خطاب به محمدعلی شاه قاجار در اجرای وظیفهٔ امر به معروف و نهی از منکر شاه را به پیامدهای استبداد سیاسی هشدار می‌دادند.
شاه طی تلگرامی خود را «مستوجب آجر مجاهدین و مجددین دین» خواند و ادعا کرد با تمام قوای خود مشغول ترویج شرع شده‌است. اما آیات نجف طی پاسخی که از طریق مشیرالسلطنه به شاه ارسال شد خاطر نشان کردند که «تحریکاتی دولت و دولتیان خائن» را خاستگاه همهٔ مفاسد می‌دانند.
همچنین مناقشاتی بین این سه و مشروعه خواهان تهران به رهبری شیخ فضل‌الله نوری صورت گرفته که طی آن‌ها وی و دو مجتهد دیگر مقیم نجف از انقلاب ایران دفاع نموده‌اند.
در دفاع طولانی آیات نجف تنها در یک مورد آنان به جریان امور در مجلس اعتراض نموده‌اند. در سال ۱۳۲۹ آخوند خراسانی و عبدالله لاهیجی در واپسین ماه‌های عمر خود به ترتیب آیین دادرسی جدید مبنی بر چندمرحله‌ای بودن دادرسی که شامل احکام صادره از سوی مجتهدان نیز می‌شد اعتراض نمودند و نوشتند که

«استیناف و تمیز، بعد از صدور حکم شرعی بَتّی از سوی مجتهد نافذالحکومه بنا بر مذهب مقدس جعفری… اصلاً مشروعیت ندارد..»

## به غرض حفظ بیضة اسلام
در قلع شجره خبیثه استبداد و استوار داشتن اساس قویم مشروطیت… ماها به غرض حفظ بیضة اسلام و صیانت مذهب، سد ابواب تعدی و فعال مایشاء و حاکم مایرید بودن ظالمین در نفوس و اعراض و اموال مسلمین و اجراء احکام مذهبیه و حفظ نوامیس دینیه وارد شدیم…

## درگذشت
ملا عبدالله مازندرانی در ذی قعده سال ۱۳۳۰ ق/ ۲۹ مهر ماه ۱۲۹۱ خورشیدی در نجف درگذشت و در حرم علی بن ابی‌طالب در حجره شیخ جعفر شوشتری به خاک سپرده شد. شیخ الشریعه اصفهانی بر جسد وی نام نماز گذارد. نسل ملا عبدالله لنگرودی گیلانی مازندرانی در گیلان وجود دارند.